# Jaromír Janoušek
Jaromír Janoušek (19. března 1931, Police nad Metují – 10. října 2017) byl emeritní profesor na Univerzitě Karlově a přední český psycholog s mezinárodním působením, který se ve své vědecké i pedagogické práci zaměřil na obecnou a sociální psychologii. Ze známých zahraničních psychologů spolupracoval např. s L. Festingerem, A. R. Lurijou nebo H. Kelleym. Mimo jiné se zasadil o zavedení předmětu sociální psychologie na vysokých školách a zároveň její prosazení jako disciplíny důležité pro vysvětlení fungování lidské psychiky.

## Život
Rané dětství prožil v Chotěboři, odkud se poté přestěhoval do Hradce Králové, kde absolvoval reálné gymnázium. Na vysokou školu se přesunul do Prahy na Filozofickou fakultu Univerzity Karlovy, kde studoval obory filozofie a psychologie. Svou přípravu pro vědeckou práci dokončil roku 1997 na Lovonosovově univerzitě v Moskvě. Právě zde se poprvé setkal se známým neurofyziologem A. R. Lurijou. Po zakončení studia se spolupodílel na založení Psychologického ústavu ČSAV. V letech 1981-1990 byl vedoucím katedry psychologie FF UK. Vzápětí roku 1990 přijmul nabídku na post vědeckého pracovníka v USA (Stanford University) v Centru pro pokročilá studia v sociálních a behaviorálních vědách. Jeho hlavním výzkumným tématem byla komunikace. Na toto téma publikoval v roce 1968 práci Sociální komunikace, již je dosud chápána jako přelomová ve výkladu tohoto sociálně psychologického tématu. S kolektivem autorů připravil jednu z prvních původních učebnic sociální psychologie a vůbec první učebnici metod sociální psychologie u nás. Kromě komunikace se zabýval také obecnou psychologií poznávacích procesů, motivací, tvořivostí a skupinovým řešením problémů.

## Publikace
Za významné publikace Jaromíra Janouška jsou považovány:
- Motivace a civilizační proměny (1971)
- Verbální komunikace a lidská psychika (2007)
- Psychologické základy verbální komunikace (2015)

Podílel se i na publikaci mnoha článků a byl spoluautorem knihy Etika a psychologie v podnikání (2005).